# عباس اقبال آشتیانی
عباس اقبال آشتیانی (۱۳۱۴ه‍.ق / ۱۲۷۵ خورشیدی – ۲۱ بهمن ۱۳۳۴ خورشیدی) مورخ، ادیب و نویسنده معاصر ایرانی بود.

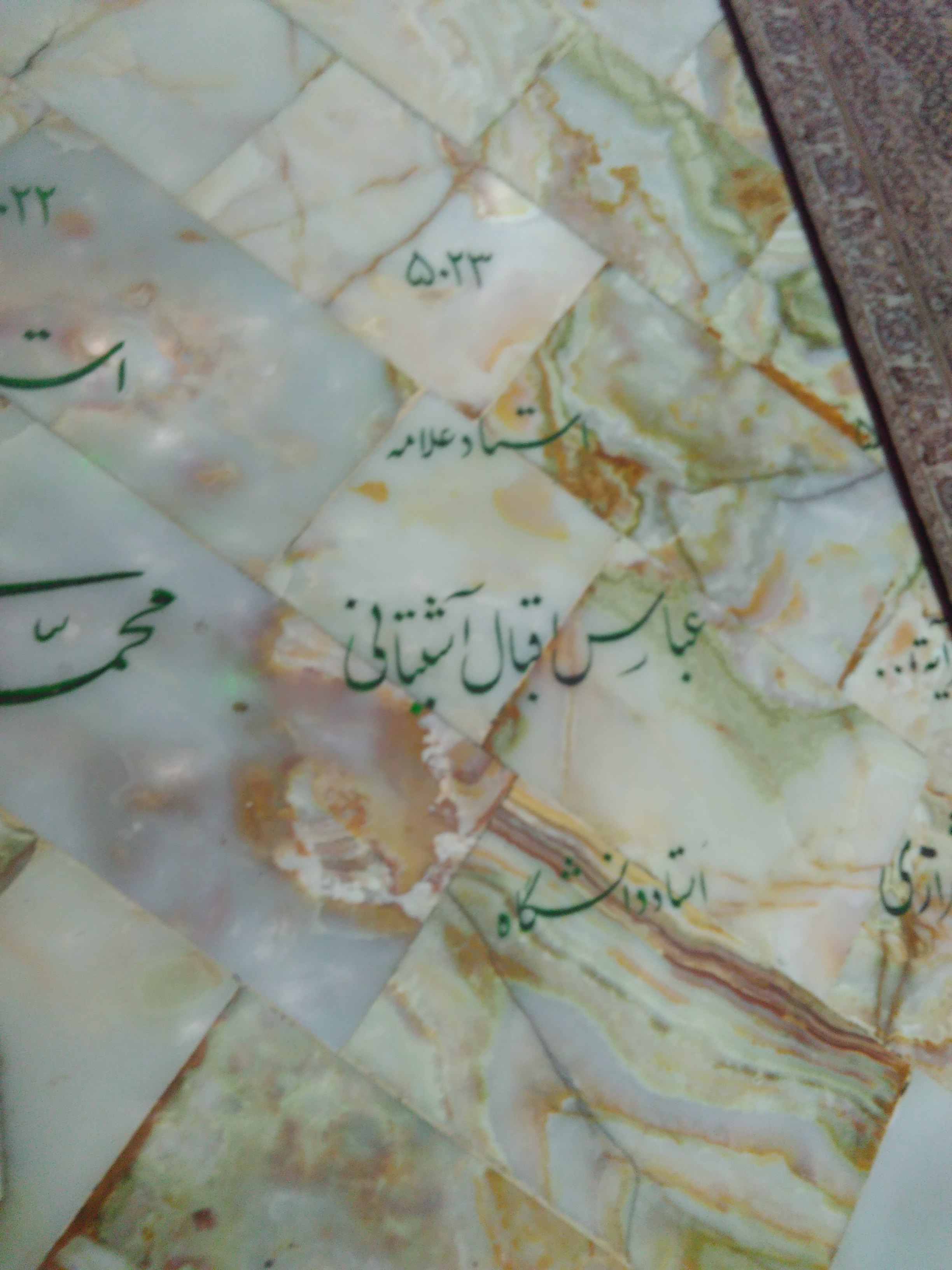
مزار عباس اقبال در حرم شاه عبدالعظیم

## زندگی‌نامه
عباس اقبال آشتیانی فرزند محمدعلی آشتیانی در سال ۱۲۷۵ خورشیدی در آشتیان زاده شد. پس از آموختن دروس ابتدایی در سال ۱۳۲۸ قمری به تهران آمد و ابتدا در مدرسهٔ شرکت گلستان و سپس در مدرسه دارالفنون تحصیل کرد. پس از فراغت از تحصیل در دارالفنون به معلمی در همان مدرسه انتخاب شد و معاونت کتابخانهٔ عمومی معارف را نیز به عهده گرفت. پس از تأسیس دارالمعلمین عالی با توجه به درخشندگی خاصی که در دارالفنون از خود نشان داده بود، برای تدریس دعوت شد و سال‌ها تدریس ادبیات، تاریخ و جغرافیا در دارالمعلمین عالی و همچنین در مدارس نظام و علوم سیاسی بر عهدهٔ او بود. اقبال سمت معلمی در مدرسهٔ نظام را هم به‌عهده داشت و در سال ۱۳۰۴ با سمت منشی هیئت نظامی ایران به پاریس رفت، و در آنجا به مطالعه و تحقیق در کتابخانه‌ها و تکمیل دانش خود ادامه داد و دورهٔ لیسانس ادبیات را نیز در دانشگاه سوربن گذراند. اقبال در پاریس با محمد قزوینی مراوده یافت و از همکاری و راهنمایی او در تحقیق و تصحیح متون بهره جست.
پس از بازگشت به ایران از ابتدای تأسیس دانشگاه تهران در سال ۱۳۱۳ به استادی دانشگاه برگزیده شد. در سال ۱۳۱۷ به عضویت فرهنگستان ایران انتخاب شد، اما بارها مخالفت صریح خود را با نحوهٔ کار فرهنگستان اعلام کرد. از سال ۱۳۲۳ تا ۱۳۲۸ مجله یادگار را در تهران منتشر کرد و نیز به تأسیس انجمن نشر آثار ایران مبادرت ورزید که نشر متون کهن فارسی را در نظر داشت. در سال ۱۳۲۸ در حالی که از تعطیل اجباری مجلهٔ یادگار آزرده‌خاطر بود، با سمت رایزن فرهنگی ایران در ترکیه به آنکارا رفت. در بهار ۱۳۳۳ در کنگرهٔ هزارهٔ ابن سینا در تهران حضور یافت و سخنرانی او مورد توجه قرار گرفت. در ۲۱ آبان‌ماه ۱۳۳۴ در حالی که متصدی سمت رایزنی فرهنگی ایران در ایتالیا بود در شهر رم در ۵۹ سالگی درگذشت.
عباس اقبال طی سال‌های فعالیت نویسندگی خود تعداد پرشماری مقاله در زمینه‌های ادبی، تاریخی و اجتماعی از خود به یادگار نهاد. این مقاله‌ها در مجله‌هایی چون بهار، دانشکده، مهر، ایرانشهر، ارمغان، یغما، فروغ و تربیت انتشار یافت. خود او مجلهٔ یادگار را تأسیس کرد و به مدت پنج سال از ۱۳۲۳ تا ۱۳۲۸ انتشار داد که در میان معدود نشریات ادبی و تاریخی آن زمان کاملاً متمایز است. عباس اقبال آشتیانی را بنیان‌گذار مقاله‌نویسی به معنی فنی آن در ایران دانسته‌اند.
عباس اقبال پژوهشگری پرکار و مورخی صمیمی و ادیبی آگاه به مقتضای زمان بود. او بعد از محمد قزوینی در شمار معدود پژوهشگرانی است که شیوهٔ جدید تحقیق علمی را در تاریخ‌نویسی و تصحیح متون رواج دادند. نخستین کتابی که از او منتشر شد دورهٔ تاریخ عمومی برای سال اول دبیرستان بود. عباس اقبال در شمار نخستین پژوهشگرانی است که شیوهٔ ساده‌نویسی و تصحیح متون در ایران بعد از مشروطیت را دایر کردند. شیوهٔ اقبال در تاریخ‌نویسی شیوه‌ای التقاطی است، بدین معنی که امانت تاریخ‌نویسان قدیم ایرانی و اسلامی را با روش انتقادی مورخان غربی توأم ساخته‌است. بخصوص در نوشتن تاریخ ایران، هدف اقبال به گفتهٔ خودش آگاه ساختن ایرانیان به سابقهٔ درخشان کشور اجدادی خود و وضع جغرافیایی سرزمین ایران است. در روزگاری که اقبال به نوشتن تاریخ برای دورهٔ متوسطه پرداخت، گذشته از گروهی بسیار معدود، شیوهٔ رایج، بیشتر شیوهٔ مورخان و متکلفان دوران قاجار بود. دورهٔ تاریخ عمومی برای کلاس‌های متوسطه دارای چنان اعتباری بود که تا سال‌ها بعد آنچه تاریخ عمومی برای مدارس ایران نوشته شده تقلید از کتاب او بوده‌است.

## تصحیح‌ها
- حدائق‌السحر فی دقائق‌الشعر، رشیدالدین وطواط، ۱۳۰۹
- بیان الادیان (۱۳۱۲)
- تجارب‌السلف، هندوشاه بن سنجر نخجوانی، ۱۳۱۳
- تبصرةالعوام فی معرفة مقالات‌الانام، ۱۳۱۳
- معالم‌العلماء، ۱۳۱۳
- تتمة الیتیمة (به عربی)، ۱۳۱۳
- شاهنامهٔ فردوسی (با همکاری سعید نفیسی)، ۱۳۱۴
- طبقات‌الشعراء فی مدح الخلفاء و الوزراء، ابن معتز، ۱۳۱۷
- دیوان امیر معزی، ۱۳۱۹
- لغت فرس، اسدی طوسی، ۱۳۲۰
- تاریخ طبرستان، ۱۳۲۰
- سیاست‌نامه، خواجه نظام‌الملک، ۱۳۲۰
- کلیات عبید زاکانی، ۱۳۲۱
- روزنامهٔ میرزا محمد کلانتر فارس، ۱۳۲۵
- انیس العشاق، شرف‌الدین رامی، ۱۳۲۵
- تاریخ نو، جهانگیر میرزا، ۱۳۲۷
- شدّالزار فی حط‌الوزار عن زوارالمزار، جنید شیرازی (با محمد قزوینی)، ۱۳۲۸
- مجمع‌التواریخ، محمدخلیل مرعشی صفوی، ۱۳۲۸
- سمط‌العلی للحضرة العلیا، ناصرالدین منشی کرمانی، ۱۳۲۸
- عتبةالکتبه، مؤیدالدوله (با محمد قزوینی)، ۱۳۲۹
- المضاف الی بدایع الأزمان فی وقایع کرمان، افضل‌الدین کرمانی، ۱۳۳۱
- فضایل‌الانام من رسائل حجت‌الاسلام (مکاتیب فارسی غزالی)، ۱۳۳۳
- شرح قصیده عینیه ابن سینا در احوال نفس، ۱۳۳۴
- ذیل بر سیرالعباد سنایی، ۱۳۳۴

## کتاب ها
- شرح حال عبدالله بن مقفع (۱۳۰۶)
- خاندان نوبختی (۱۳۱۱)
- تاریخ مفصل ایران از استیلای مغول تا اعلان مشروطیت (۱۳۱۲)
- تاریخ اکتشافات جغرافیایی و تاریخ علم جغرافیا (۱۳۱۴)
- تاریخ ایران بعد از اسلام (۱۳۱۸)
- مطالعاتی دربارهٔ بحرین و جزایر و سواحل خلیج فارس (۱۳۲۸)
- وزارت در عهد سلاطین بزرگ سلجوقی (۱۳۳۸)
- میرزا تقی خان امیرکبیر (۱۳۴۰)
- تاریخ جواهر در ایران (۱۳۴۰)
- قابوس وشمگیر زیاری (۱۳۴۲)
- تاریخ مفصل ایران از صدر اسلام تا انقراض قاجاریه (۱۳۴۷)
- تاریخ مغول، جلد اول از تاریخ مفصل ایران

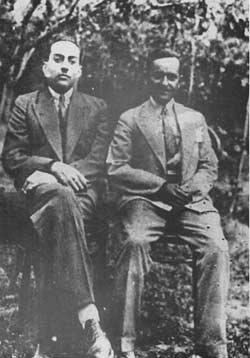

## ترجمه‌ها
- یادداشت‌های ژنرال تره‌زل (۱۳۰۸)
- مأموریت ژنرال گاردن در ایران (۱۳۱۰)
- طبقات سلاطین اسلام، استانلی لین‌پول (۱۳۱۲)
- سه سال در دربار ایران، خاطرات دکتر ژان باتیست فُوریه (۱۳۲۶)
- محاسن اصفهان، حسین بن ابی‌الرضا آوی (۱۳۲۸)